# Finanční matematika
Finanční matematika je disciplína aplikované matematiky, která se zabývá tématy z oblasti finančních služeb. Její nejznámější součást je teorie oceňování finančních produktů. Sesterskou disciplínou finanční matematiky je pojistná matematika, jež se zabývá oceňováním pojišťovacích služeb.
Z hlediska metodologie se finanční matematika zakládá na stochastice, teorii stochastických procesů a při oceňování finančních derivátů na teorii martingalů.
Finanční matematika vznikla roku 1900, kdy Francouz Louis Bachelier publikoval svou disertační práci Théorie de la spéculation. Populární se však stala až o 50 let později poté, co Bachelierova práce byla přeložena do angličtiny. Mnoho technik, které se dnes běžně používají, Bachelier poprvé popsal již ve své disertaci. Na jeho počest nyní mezinárodní společnost finančních matematiků nese jméno Bachelierova společnost.
Nejznámějším výsledkem finanční matematiky je Blackův-Scholesův model, který byl představen na počátku 70. let. Rychle se vyvinul do standardního modelu pro oceňování opcí na akcie a později byl rozšířen na další třídy obchodů. Model předpokládá, že pravděpodobnostní rozdělení hodnoty akcií v určitém časovém období odpovídá logaritmicko-normální distribuci a kolísání cen akcií modeluje Wienerovým procesem.